# 굿모닝뉴스 이명희입니다
《굿모닝뉴스 이명희입니다》는 대한민국의 방송국 기독교방송의 라디오 채널 CBS 표준FM에서 월~금 오전 6시 5분 ~ 오전 7시, 토요일 오전 6시 ~ 7시까지 방송중인 라디오 프로그램이다.

## 매일코너
- 오늘 아침 브리핑 - 밤사이 뉴스, 당일 아침 뉴스를 요약 브리핑해드립니다
- 뉴스 톱아보기 - 당일 주목할 한국사회 주요 뉴스와 이슈를 정리합니다
- 뉴스독후감 - 책을 읽듯 뉴스를 읽는 생계형소설가 최민석작가의 단상, 직접 고른 음악과 함께 뉴스를 독파해봅니다
- 굿모닝 스포츠 - 한 주간에 있었던 주요 스포츠 소식을 정리합니다

## 요일별 코너
- 토요일 : 누워서 세계 속으로 - 늦잠보다 달콤한 인문학이 있는 감성여행지
- 토요일 : 슬기로운 문화생활 - 문화와 유행사이의 트렌드 변화를 통해 '지금','우리'를 알아봅니다

## 역대 진행자
- 2016년 4월 25일 ~ 2019년 3월 2일 : 박재홍 아나운서
- 2019년 3월 4일 ~ 2020년 10월 24일 : 이강민 아나운서
- 2020년 10월 26일 ~ 2022년 7월 9일 : 이명희 아나운서

## 같이 보기
관련 항목
- 뉴스
- 시사
- 정치

방송 프로그램
- 고현준의 뉴스브리핑, SBS 정치쇼 (SBS 러브FM)
- 김현정의 뉴스쇼 (CBS 표준FM)